# Афонсу де Пайва
Афонсу де Пайва (порт. Afonso de Paiva; Каштелу-Бранку, бл. 1460 — десь в Ефіопії, 1490 або 1491) — португальський дослідник на службі у короля Жуана II, який у 1487 році відправив його як разом з Перу да Ковільяном з таємною місією на Схід. Жуан III готував морську морську експедицію, яка нарешті мала обійти з півдня Африканський континент і знайти морський шлях з Португалії до Індії. щоб зібрати відомості про торгові шляхи. Афонсу помер від чуми десь в Ефіопії, приблизно через два з половиною роки після початку експедиції і не зміг передати португальцям жодних звітів про свої дослідження. Перу да Ковільяну пощастило більше, і він виконав завдання, хоча також більше ніколи не повернувся до Португалії.

## Біографія
Афонсу де Пайва народився в Каштелу-Бранку в благородній родині. Він успадкував посаду податкового клерка у своєму рідному регіоні та королівського писаря єврейської громади, що дозволило йому познайомитися з багатьма людьми з Леванту та дозволило йому вивчити іврит та арабську мови, якими він навчився розмовляти у купців з Сеути. Він брав участь у битві при Торо з військами Афонсу V разом з інфантом Жуаном.

## Таємна місія на сході

### Передумови
Приблизно в 1481 році португальський дослідник Жуан Афонсу де Авейру відправився з нещодавно створеної португальської факторії Ельміна в Гвінейській затоці на схід, досліджувати африканське королівство Бенін. Авейру зібрав і доставив в Португалію інформацію про майже легендарного принца Огане, королівство якого знаходилося далеко на схід від Беніну. Вважалося, що він християнин і користується великою владою та повагою. Оскільки опис королівства Огане був дуже схожий на опис легендарного королівства пресвітера Йоана, король Жуан ІІ був в захваті від цієї новини.
У 1487 році Жуан II направив на Схід суходолом через мусульманські землі таємну місію в складі Афонсу де Пайва та Перу да Ковіляна, який, окрім іншого досвіду, здійснив дві експедиції в Берберію та знав звичаї та мову арабів у подорож у пошуках інформації про царство Пресвітера Іоанна та про торговий шлях до Індії.
Розвідники мали зібрати інформацію про місцезнаходження королівства пресвітера Йоана, місцеві торгові шляхи та можливість потрапити в ці землі по морю. Ковілян і Пайва відправились морем через Валенсію, Барселону, Неаполь і Родос в Александрію, а звідти через Каїр добрались до Адену на убережжі Аравійського півострова. Тут їх шляхи розійшлись: Афонсу де Пайва відправився через Червоне море в Ефіопю, а Перу да Ковільян через Аравійське море в Індію. Вони домовились зустрітись на зворотному шляху в Каїрі. Відвідавши в Індії Гоа і Калікут, Ковілян на зворотному шляху ще здійснив подорож вздовж східного узбережжя Африки і дослідив землі сулатнату Кілва в сучасних Танзанії і Мозамбіку.

### Мандрівка в Ефіопію

Маршрут мандрівки Перу да Ковіляна та Афонсу де Пайва:
зеленим — спільно пройдений шлях;
рудим — шлях, по якому пройшов Ковілян;
синім — шлях Пайва,
чорним — морський шлях до Індії, яким у 1498 році пройшла португальська флотилія Васко да Гама.

7 травня 1487 року Пайва та Кавілян вирушили верхи з Сантарема (де знаходився португальський двір), добре забезпечені грошима та з вказівками придворних космографів щодо маршруту. Через  Лісабон і Валенсію вони прибули до Барселони 14 червня. Звідси корабель доставив їх за десять днів до Неаполя, а звідти ще за десять днів - до грецьких островів. Вони висадилися на острові Родос, який належав Мальтійському ордену та знайшли прихисток у португальських монахів.
Родос був останньою християнською землею, на яку вони ступили. Звідти вони вирушили до Александрії в Єгипті, землі невірних, де придбали деякі товари, щоб краще замаскуватись під купців. Незабаром вони захворіли на так звану нільську гарячку, обоє були майже на межі смерті. Александрійський наїб, заступник султана, реквізував майно напівмертвих торговців, але коли обидва відновились після хвороби, відшкодував їм вартість товарів. Звідси вони попрямували по "шляху прянощів", але в протилежному напрямку. Верхи дістались до середземноморського портового міста Розетта, а звідти на човні до Каїра. Тут вони приєдналися до каравану, який  планував перетнути Аравійський півострів по пустелі вздовж східного берега Червоного моря до портового міста Аден, морських воріт Індійського океану. Вони пройшли через Суец, місто Ель-Тор, пустелю Синайського півострова та важливі міста Медіну та Мекку, священне місто ісламу, де їм довелося брати участь у молитвах пророку Мухаммеду, щоб не викрити себе.
Вони прибули до Адена в 1488 році, де розлучилися, домовившись знову зустрітися в Каїрі, біля входу в цитадель, у другій половині дня перших трьох місяців 1491 року. Афонсу де Пайва вирушив до Ефіопії на пошуки пресвітера Йоана, а Перу да Ковільян попрямував до Індії, досліджувати ринки прянощів.
Афонсу де Пайва так і не завершив свою місію. Він помер до того, як Перу да Ковільян повернувся до Каїра після більш ніж річної подорожі Індією та іншими країнами Сходу. Після подорожі Індією, Ковілян повернувся на східне африканське узбережжя і дістався Софали, звідки через Аден і Ель-Тор вирушив у зворотний шлях. 30 січня 1491 року Перу да Ковільян, як і було домовлено, очікував на Пайву біля воріт каїрської цитаделі,  але замість Афонсу де Пайви він зустрів раббі Авраама, рабина з португальської Бежі та ще одного португальського єврея Жозе де Ламего, які повідомили йому, що Афонсу де Пайва помер в Ефіопії від чуми на початку цього місяця, так і не зумівши розповісти про свої подорожі та пригоди. Перу да Ковільян вирішив продовжити подорож і шукати новини про царство Пресвітера Іоанна самостійно. Він дістався християнського королівства в Ефіопії і прожив там решту своїх днів. Він більше не повертався до Португалії.